# Кищенков, Иван Михайлович
Кищенков Иван Михайлович (1 [13] января 1880, д. Ширяево, Ярославская губерния — 13 февраля 1964, Ростов) — русский советский поэт и писатель, резчик по дереву.

## Биография
Родился в семье потомственных резчиков по дереву Кищенковых. Обучаясь в школе увлекся литературой, стал писать стихи. В 1902 году при поддержке губернатора Ярославской губернии Б. В. Штюрмера был издан сборник стихов. Послал свои стихи Л. Н. Толстому и получил от него ответное письмо 07.09.1903 г. По совету Л. Н. Толстого стал писать прозу. В 1952 году вышла автобиографическая книга «Семья. Картины старой деревни».
Как резчик по дереву выполнил работы которые хранятся в музее-заповеднике Ростовского кремля. В 1913 году изготовил резное блюдо, которое было вручено царю Николаю II ко дню 300-летия дома Романовых от имени Ростовского земства.

## Семья
Отец Кищенков Михаил Андреевич — резчик по дереву.
Жена Кищенкова Аграфена Никифоровна (1877—1949). Дети:
- Кищенков Леонид Иванович (1902—1975) — художник (ВХУТЕМАС, ОСТ),
- Кищенко Александр Иванович (1908—1941) — журналист,
- Кищенков Виктор Иванович (1913—1941) — фотограф,
- Кищенко Михаил Иванович (1917—2001) — инженер ж.д. МИИТ.

## Издания
- Кищенков Иван. Стихотворения Ивана Кищенкова, крестьянина деревни Ширяева, Ростовского уезда, Ярославской губернии, 1895—1901. — Ярославль: Тип. Губерн. правления, 1902.
- Кищенков И. М. Семья. Картины старой деревни. — Ярославское обл. гос. изд-во, 1952.